# Miracolo eucaristico di Tixtla

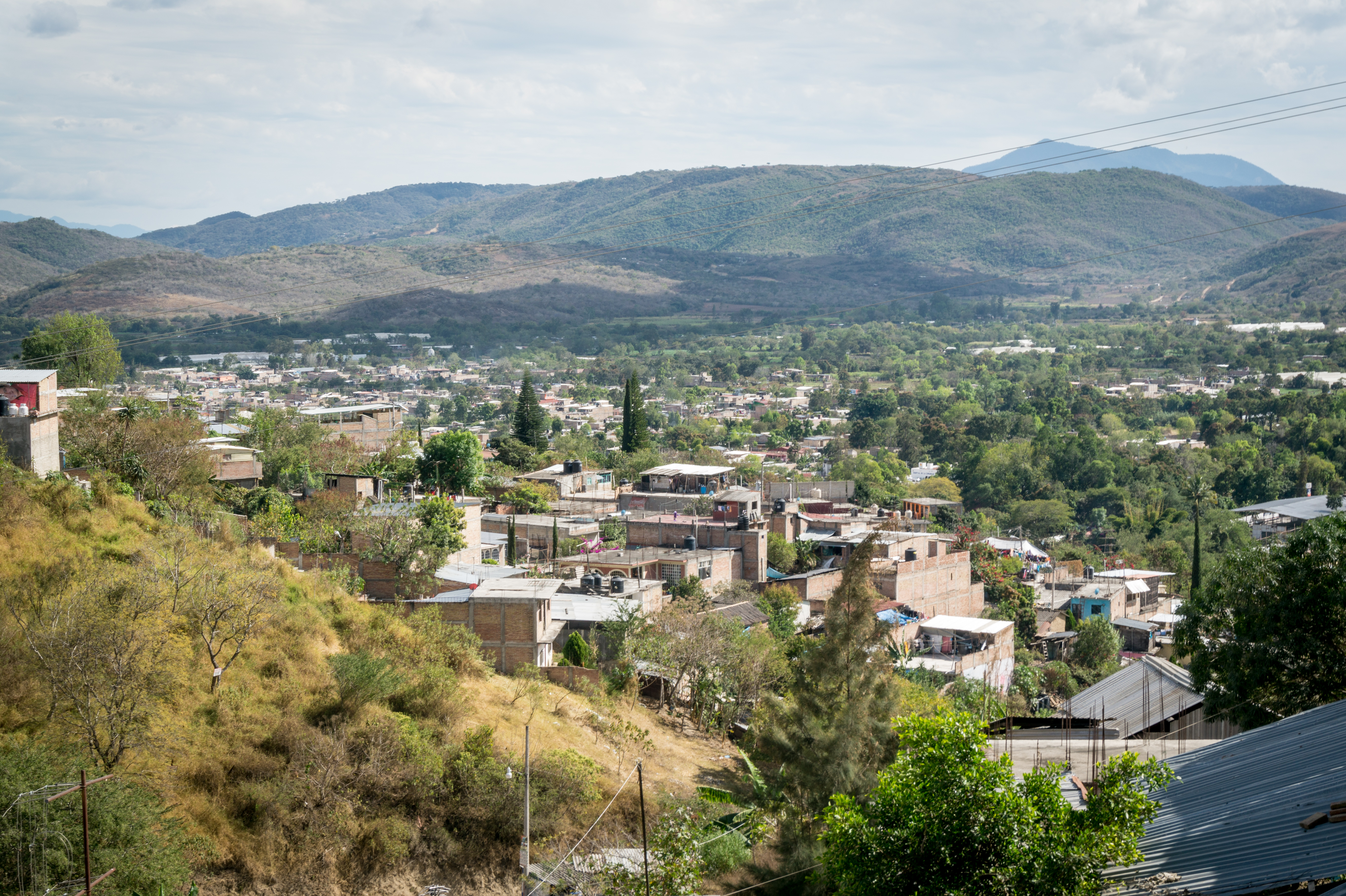
Veduta panoramica di Tixtla

Il miracolo eucaristico di Tixtla è avvenuto nell'omonima località messicana il 22 ottobre 2006: durante la messa, mentre una suora distribuiva la comunione, un'ostia consacrata contenuta nella pisside sarebbe apparsa macchiata di sangue.

## Storia
Domenica 22 ottobre 2006 padre Raymundo Reyna Esteban, noto come padre Rayito, si trova a Tixtla, nello stato di Guerrero, nel Messico sud-occidentale, per concelebrare la messa che conclude un ritiro spirituale da lui guidato su invito di padre Leopoldo Roque, parroco della chiesa di San Martino di Tours. Il rito si svolge nell'auditorium municipale, perché la chiesa parrocchiale non può ospitare le 600 persone convenute.
Una delle due suore che aiutano nella distribuzione dell'Eucaristia, Arely Marroquín, improvvisamente si ferma e si dirige all'altare, dove si inginocchia mostrando la pisside con le ostie consacrate a padre Rayito: una delle particole è macchiata da alcune gocce di sangue fresco. Il sacerdote mostra l'ostia sanguinante ai fedeli, esclamando ad alta voce: "Questo è un miracolo!".

## Gli esami
Mons. Alejo Zavala Castro, vescovo diocesano, istituisce una commissione di indagine composta da quattro sacerdoti, che raccolgono diciassette testimonianze giurate, tutte concordi. In seguito affida al dott. Ricardo Castañón Gómez, psicologo clinico, esperto di psicosomatica, biochimica e neuro-psicofisiologia, il compito di esaminare scientificamente l'ostia, partendo dal prelievo di tre millimetrici frammenti che vengono esaminati da diversi laboratori specializzati in medicina forense, immunoistochimica e genetica, ubicati in Messico, Guatemala, Bolivia e Stati Uniti.
I risultati degli esami:
- Il sangue analizzato è di tipo umano.
- Il sangue appartiene al gruppo sanguigno AB con il fattore RH negativo, come nel miracolo eucaristico di Lanciano e nel caso della Sindone.[3]
- Sono presenti fibre cellulari di natura muscolare cardiaca.
- È presente DNA umano, ma non si riesce a ricavarne il profilo genetico.
- Sotto la superficie del sangue coagulato, a contatto con l'ostia, è ancora presente sangue fresco (sono passati quasi quattro anni dal fenomeno iniziale).
- Il sangue è scaturito dall'interno dell'ostia.
- Sono presenti globuli bianchi ancora integri in modo particolare un eosinofilo e un neutrofilo attivi al momento del prelievo nel 2009 (I globuli bianchi sono labilissimi: fuori dal proprio organismo, o alla morte di questo, muoiono e si dissolvono entro poche decine di minuti. I globuli bianchi esprimono la vitalità dell'organismo a cui appartiene il tessuto in cui vengono ritrovati).[4]

## Il riconoscimento
Il 12 ottobre 2013 il vescovo della diocesi competente di Chilpancingo, mons. Alejo Zavala Castro, promulga una dichiarazione formale e solenne in cui si riconosce il carattere soprannaturale dell'evento di Tixtla, dichiarandolo un miracolo.